# La Mézière
La Mézière is een gemeente in het Franse departement Ille-et-Vilaine (regio Bretagne). De plaats maakt deel uit van het arrondissement Rennes. La Mézière telde op 1 januari 2022 4.935 inwoners.

## Geografie
De oppervlakte van La Mézière bedroeg op 1 januari 2022 16,23 vierkante kilometer; de bevolkingsdichtheid was toen 304,1 inwoners per km².

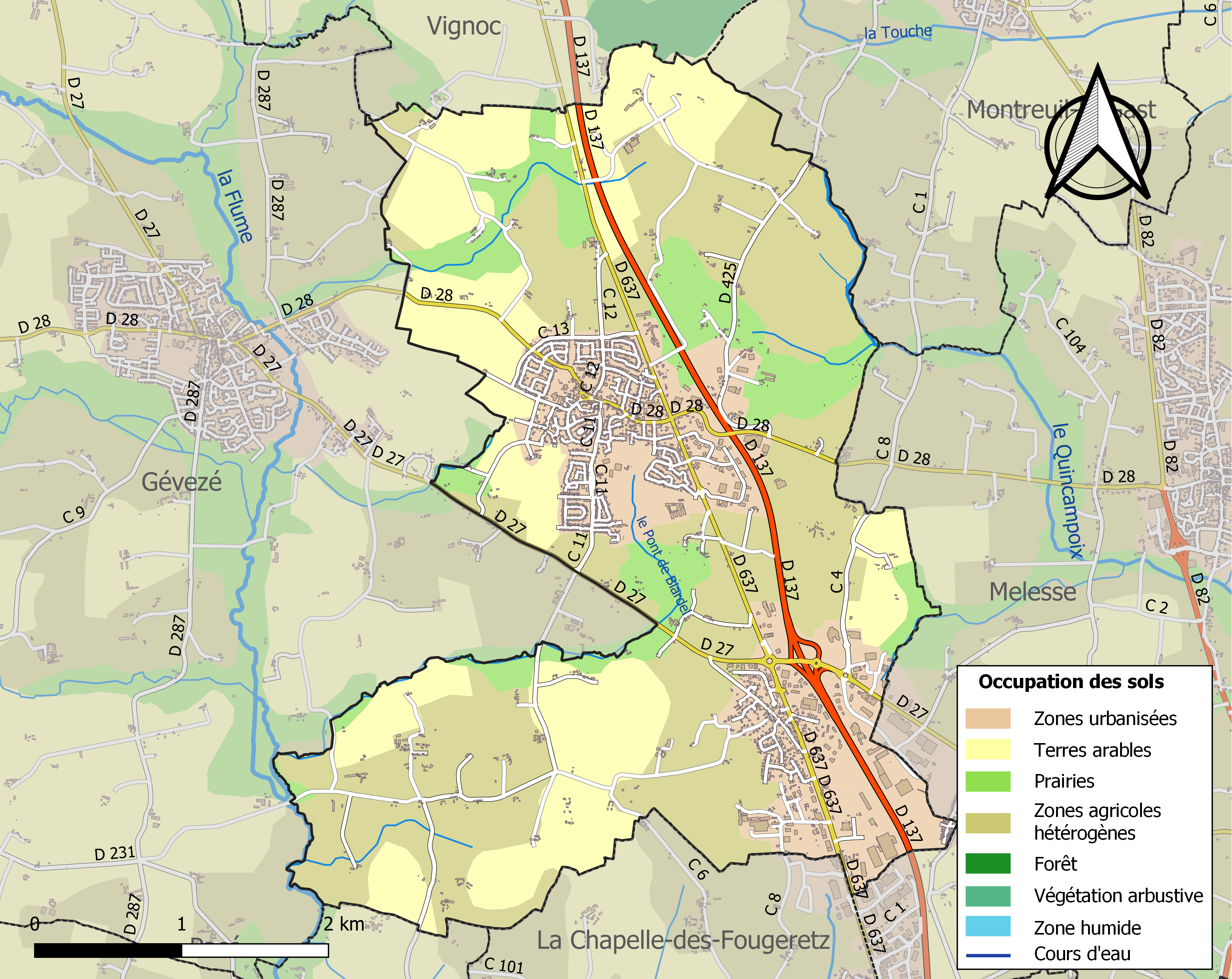
Kaart van de gemeente met belangrijkste infrastructuur, bodemgebruik en omliggende gemeenten

## Demografie
Onderstaande figuur toont het verloop van het inwonertal, bron: INSEE-tellingen. 